# ボールドウィン郡 (アラバマ州)
ボールドウィン郡（英: Baldwin County）は、アメリカ合衆国アラバマ州の南西部に位置する郡である。人口は23万1767人（2020年）。郡庁所在地はベイミネットあり、同郡で人口最大の都市はダフニーである。郡名はアメリカ合衆国上院議員エイブラハム・ボールドウィンに因んで名付けられたが、ボールドウィン自身はアラバマ州に住んだことがなかった。郡域にモービル湾を含み、面積では州内で最大の郡である。
ボールドウィン郡はその全体でダフネ・フェアホープ・フォリー都市圏を構成している。

## 歴史
ボールドウィン郡はアラバマが州に昇格する10年前の1809年12月21日に設立された。1817年まではミシシッピ準州に属し、その後はアラバマ準州に入っていた。1819年、アラバマが州になった。
ボールドウィン郡の境界は何度も変更され、多くの軍隊が侵略してきた。
郡創設の初期、トンビッグビー川沿いにあるマッキントッシュブラフの町が郡庁所在地だった。現在この町は西にあるワシントン郡に含まれている。1810年に郡庁所在地がブレイクリーに移され、さらに1868年にはダフネ市に移された。1900年、アラバマ州議会の法により、郡庁所在地を現在のベイミネットに移すことが認められたが、ダフネ市はこの移転に抵抗した。
郡庁所在地をベイミネットに移すためには、町の人々が計画を立てる必要があった。ダフネから保安官と副官を呼び寄せるために殺人まででっち上げた。遅い時間まで保安官たちが架空の犯人を追いかけている間に、ベイミネットの男たちの集団が密かにダフネまで17マイル (27 km) を移動し、郡庁舎の記録を盗み、ベイミネットまで持って帰った。世界恐慌の時代に公共事業促進局の画家が描いたニューディール政策の壁画がこの様子を物語っている。ベイミネット郵便局に掛けられている。
ボールドウィン郡はメキシコ湾に接しているので、ハリケーンなど熱帯性の異常気象に悩まされることが多い。1979年9月のハリケーン・フレデリック、1997年7月のハリケーン・ダニー、1998年9月のハリケーン・ジョージズ、2004年9月のハリケーン・アイバン、さらに2005年8月のハリケーン・カトリーナのときには災害地域の宣言を受けた。

## 地理
アメリカ合衆国国勢調査局に拠れば、郡域全面積は2,026.9平方マイル (5,249.7 km2)であり、このうち陸地1,596.35平方マイル (4,134.5 km2)、水域は430.58平方マイル (1,115.2 km2)で水域率は21.24%である。ミシシッピ川より東では面積第12位の郡であり、ロードアイランド州よりも広い。

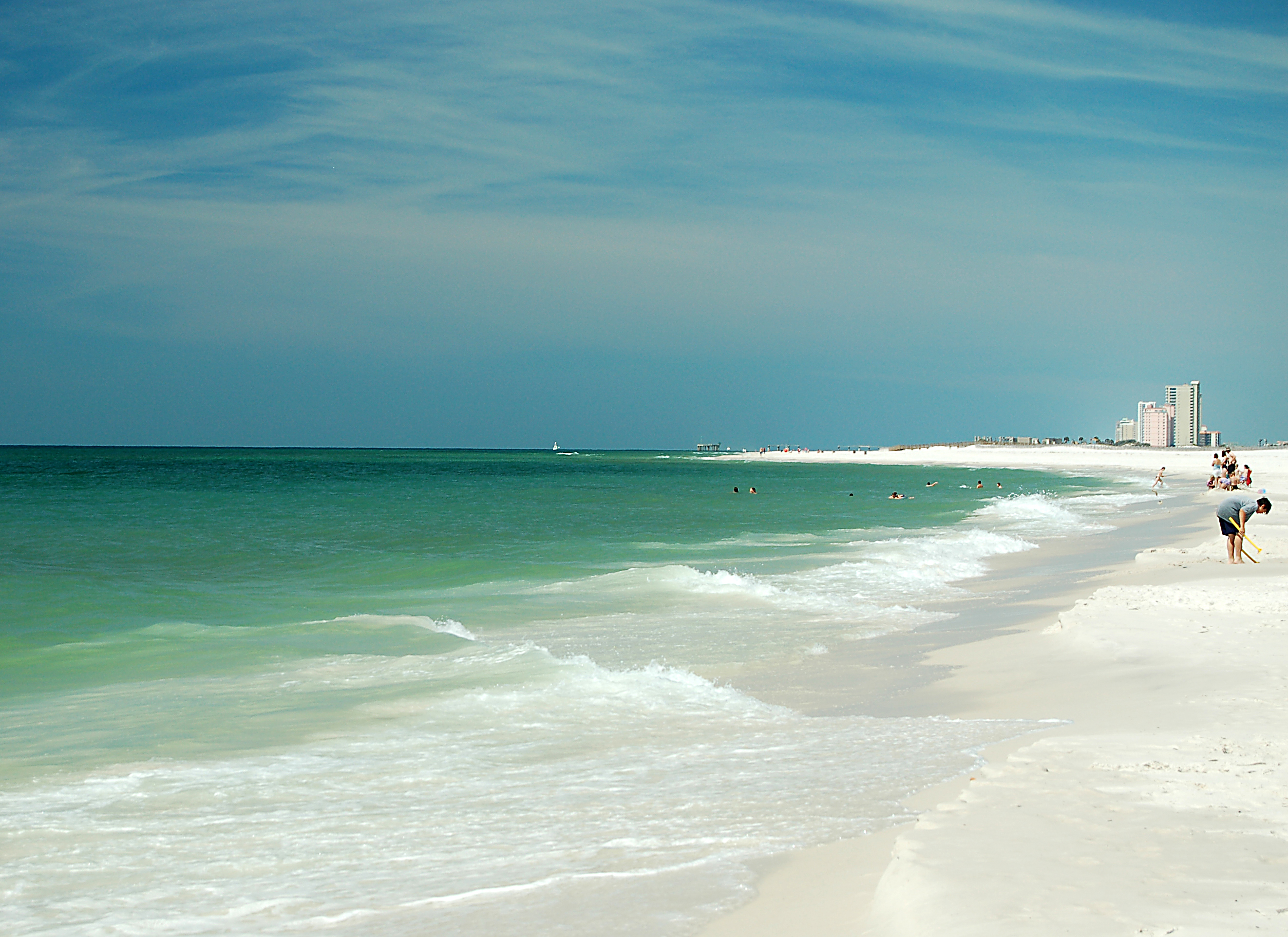
ボールドウィン郡の海浜

### 交通

#### 主要高規格道路
- 州間高速道路10号線
- 州間高速道路65号線
- アメリカ国道31号線
- アメリカ国道90号線
- アメリカ国道98号線
- アラバマ州道59号線
- アラバマ州道104号線
- アラバマ州道180号線
- アラバマ州道182号線

#### 空港
- ベイミネット空港 (1R8)、5,497フィート (1,675 m) の滑走路1本
- フェアホープ空港 (4R4)、6,604フィート (2,012 m) の滑走路1本
- フォリー空港 (5R4)、3,700フィート (1,128 m) の滑走路1本
- ガルフショアーズ空港 (JKA)、6,962フィート (2,122 m) と 3,596フィート (1,096 m) の滑走路2本

郡内には多くの民間空港とヘリポートがある。郡内や隣接する湾と海岸線にはかなりの軍事用空域が入っている。
商業定期便はモービル地域空港あるいはペンサコーラ国際空港から利用できる。

### 隣接する郡
- モンロー郡 - 北東
- エスカンビア郡 (フロリダ州) - 東
- エスカンビア郡 - 東
- モービル郡 - 西
- ワシントン郡 - 北西
- クラーク郡 - 北西

### 環境保護の取り組み
アラバマ州の環境管理省を監督するアラバマ州環境管理委員会が指定した「特徴あるアラバマ水域」が郡内に2か所ある。2007年4月時点で、州内の他の2か所のみが「最高の環境状態」と認定された。ウルフ湾に一部と郡北部の長さ42マイル (68 km) のテンソー川がこの認定を受けた。当局は「原始のままの水域」が重要な環境ツアーの目的地になると考えている。

### 国立保護地域
- ボンセコール国立野生生物保護区（部分）

## 人口動態
以下は2010年国勢調査による人口統計データである。
| 基礎データ - 人口: 182,265人 - 世帯数: 73,180 世帯 - 家族数: 51,151 家族 - 人口密度: 40人/km2（110人/mi2） - 住居数: 104,061軒 - 住居密度: 23軒/km2（54軒/mi2） 人種別人口構成 - 白人: 85.7% - アフリカン・アメリカン: 9.4% - ネイティブ・アメリカン: 0.7% - アジア人: 0.7% - 太平洋諸島系: 0.04% - その他の人種: 2.0% - 混血: 1.5% - ヒスパニック・ラテン系: 4.4% 年齢別人口構成 - 18歳未満: 23% - 18-24歳: 10.6% - 25-44歳: 24.4% - 45-64歳: 28.3% - 65歳以上: 16.9% - 年齢の中央値: 41歳 - 性比（女性100人あたり男性の人口） - 総人口: 95.7 - 18歳以上: 95.5 | 世帯と家族（対世帯数） - 18歳未満の子供がいる: 28.0% - 結婚・同居している夫婦: 54.5% - 未婚・離婚・死別女性が世帯主: 11.1% - 非家族世帯: 30.1% - 単身世帯: 25.1% - 65歳以上の老人1人暮らし: 10.2% - 平均構成人数 - 世帯: 2.46人 - 家族: 2.93人 収入と家計 - 収入の中央値 - 世帯: 40,250米ドル - 家族: 47,028米ドル - 性別 - 男性: 34,507米ドル - 女性: 23,069米ドル - 人口1人あたり収入: 20,826米ドル - 貧困線以下 - 対人口: 10.1% - 対家族数: 7.6% - 18歳未満: 13.1% - 65歳以上: 8.9% |

2000年時点の先祖による構成比では、アメリカ人21.4%、イギリス系12.5%、ドイツ系11.4%、アイルランド系9.9%だった。
2000年時点で信徒数の多い宗教会派は福音主義プロテスタントの38,670人とメインライン・プロテスタントの16,399人だった。宗教組織としては南部バプテスト連盟の27,789人とカトリック教会の10,482人が大きかった。

## 地域
- 北ボールドウィン
- 東部海岸
- 中央ボールドウィン
- 南ボールドウィン
- 南西ボールドウィン
- 東ボールドウィン

## 都市と町

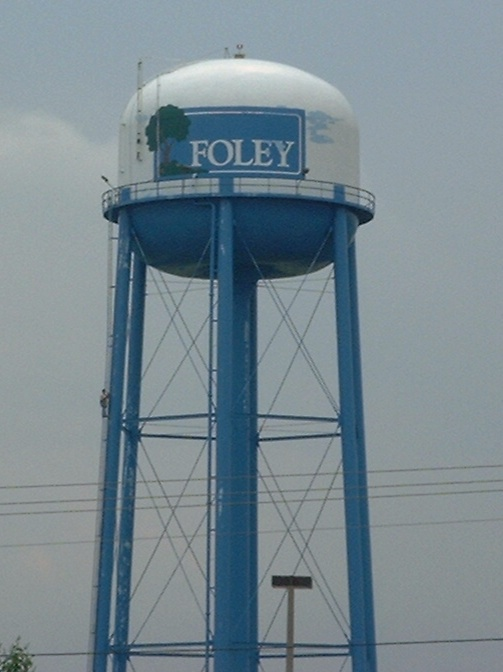
フォリー市中心の給水塔

### 都市
- ベイミネット - 郡庁所在地
- ダフネ
- フェアホープ
- フォリー
- ガルフショアーズ
- オレンジビーチ
- ロバーツデール
- スパニッシュフォート

### 町
- エルバータ
- ロクスリー
- マグノリアスプリングス
- パーディドビーチ
- シルバーヒル
- サマーデール

### 未編入の町
- バーンウェル
- ベイサイド
- ベルフォレスト
- ブラックウォーター
- ブレイクリー
- ボンセコール
- ブロムリー
- クレイシティ
- クロスローズ
- エルサノア
- フォートモーガン
- ハウストンビル
- ジョセフィーヌ
- リリアン
- マグノリアビーチ
- マルビス
- マーロー
- ミフリン
- モントローズ
- オーク
- オイスターベイ
- パークシティ
- パーディド
- パーディドキー
- パイングローブ
- パインヘイブン
- ポイントクリア
- ラブン
- リバーパーク
- ロマービーチ
- ロージントン
- シークリフ
- セミノール
- ステイプルトン
- ストックトン
- スウィフト
- テンソー
- ターキーブランチ
- ウィークスベイ
- ホワイトハウフォーク
- ユーポン

## 教育
ボールドウィン郡教育委員会が郡内大半の公共教育を監督している。多くの私立学校や教区学校もある。

## 郡政府
ボールドウィン郡は4人の委員からなる郡政委員会が統治しており、委員は郡内4選挙区からそれぞれ1人が選ばれている。保安官、検視官、歳入委員が郡全体の選挙で選ばれている。